# Quyang (Baoding)

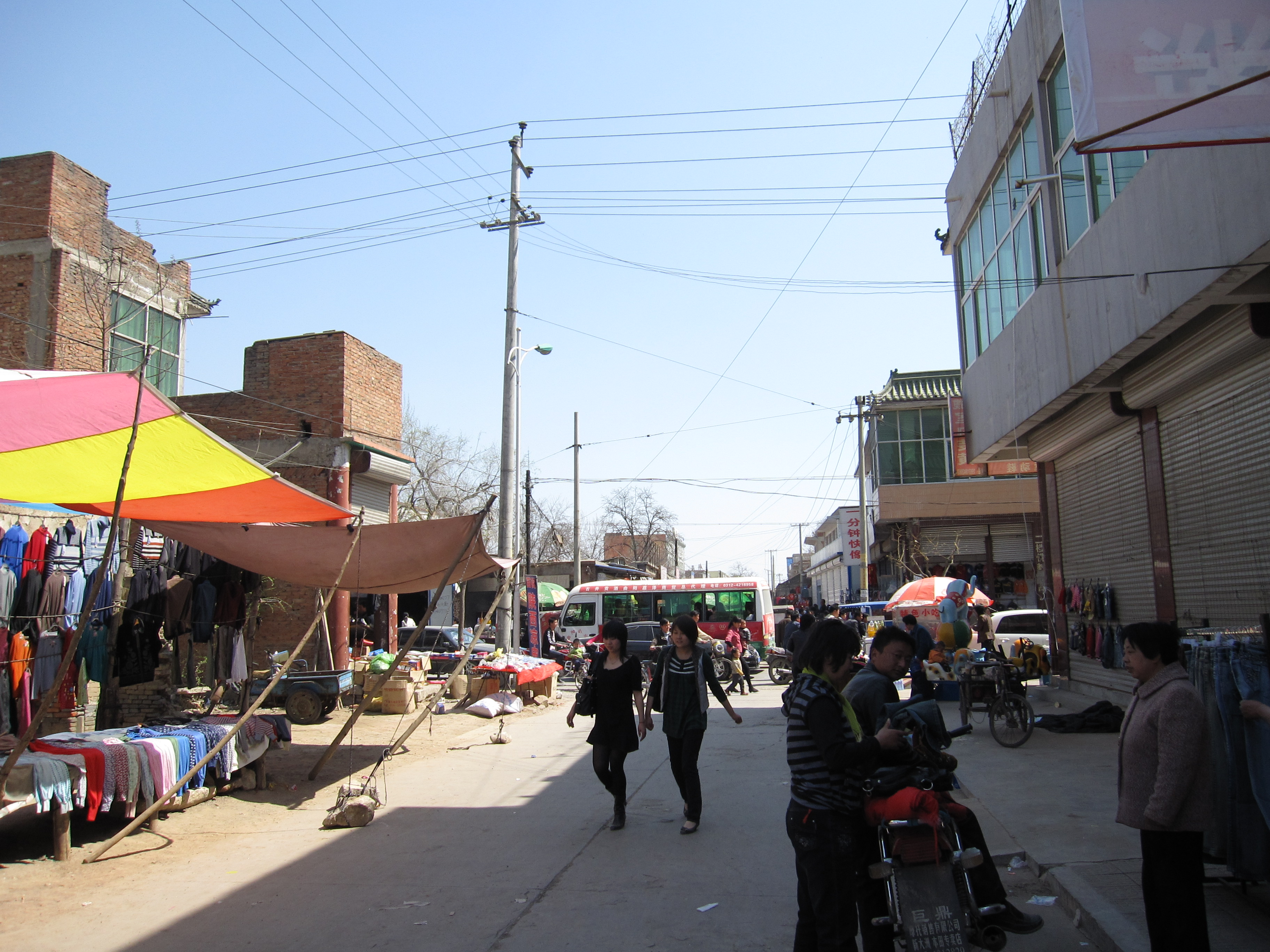
Straße in Quyang

Der Kreis Quyang (chinesisch 曲阳县, Pinyin Qūyáng Xiàn) gehört zum Verwaltungsgebiet der bezirksfreien Stadt Baoding im Westen der Provinz Hebei der Volksrepublik China. Quyang hat eine Fläche von 1.076 km² und 588.559 Einwohner (Stand: Zensus 2010).

## Administrative Gliederung
Auf Gemeindeebene setzt sich Quyang aus vier Großgemeinden und 14 Gemeinden zusammen. Diese sind:
- Großgemeinde Hengzhou (恒州镇), Hauptort, Sitz der Kreisregierung;
- Großgemeinde Lingshan (灵山镇);
- Großgemeinde Yanzhao (燕赵镇);
- Großgemeinde Yangping (羊平镇);
- Gemeinde Luzhuangzi (路庄子乡);
- Gemeinde Xiahe (下河乡);
- Gemeinde Zhuangke (庄窠乡);
- Gemeinde Xiaomu (孝墓乡);
- Gemeinde Wende (文德乡);
- Gemeinde Dongwang (东旺乡);
- Gemeinde Xiaolin (晓林乡);
- Gemeinde Dicun (邸村乡);
- Gemeinde Chande (产德乡);
- Gemeinde Qicun (齐村乡);
- Gemeinde Dangcheng (党城乡);
- Gemeinde Langjiazhuang (郎家庄乡);
- Gemeinde Fanjiazhuang (范家庄乡);
- Gemeinde Beitai (北台乡).

## Ethnische Gliederung der Bevölkerung Quyangs (2000)
Beim Zensus im Jahr 2000 wurden in Quyang 522.421 Einwohner gezählt.
| Name des Volkes | Einwohner | Anteil  |
| --------------- | --------- | ------- |
| Han             | 522.071   | 99,93 % |
| Mongolen        | 85        | 0,02 %  |
| Miao            | 66        | 0,01 %  |
| Zhuang          | 40        | 0,01 %  |
| Hui             | 27        | 0,01 %  |
| Sonstige        | 132       | 0,03 %  |